# Corse-du-Sud
Corse-du-Sud là một tỉnh của Pháp, thuộc vùng hành chính Corse, tỉnh lỵ Ajaccio, bao gồm 2 quận với các quận lỵ còn lại là: Sartène.